# Motacillidae
Los motacílidos (Motacillidae) son una familia de aves paseriformes a la que pertenecen las bisbitas y las lavanderas. Son cosmopolitas, pero son más abundantes en las ecozonas afrotropical, paleártica e indomalaya.
La familia Motacillidae, es un grupo fascinante de aves pequeñas a medianas de tamaño pertenecientes al orden de los paseriformes, que se encuentran en una variedad de hábitats alrededor del mundo. Caracterizadas por sus cuerpos largos y delgados y su comportamiento activo al forrajear, las especies de la familia Motacillidae suelen ser vistas en áreas abiertas como praderas, humedales y campos agrícolas, donde muestran una notable capacidad de adaptación a diferentes entornos. Estas aves son especialmente conocidas por sus enérgicos movimientos de cola, especialmente las lavanderas, cuyos característicos movimientos de balanceo de la cola les han dado su nombre.
La familia consta de dos géneros principales: Motacilla, que incluye a las lavanderas, y Anthus, que agrupa a los bisbitas. Aunque ambos géneros comparten ciertas características físicas, como el pico puntiagudo y las largas patas, se diferencian en sus nichos ecológicos y sus técnicas de forrajeo. Las lavanderas suelen encontrarse cerca del agua, donde se alimentan de insectos, pequeños invertebrados y, en ocasiones, pequeños peces, moviéndose rápidamente alrededor de las orillas. En contraste, los bisbitas están más asociados con las praderas abiertas y suelen forrajear en el suelo en busca de insectos, semillas y otros pequeños invertebrados.
Las lavanderas y los bisbitas son famosos por sus llamados distintivos, que varían entre especies pero suelen ser de tono agudo y melódico. Estos cantos, junto con su plumaje llamativo—que varía desde el amarillo y verde brillante hasta tonos más apagados de marrón y gris—los convierten en un tema de interés tanto para observadores de aves como para investigadores. Aunque no son tan estudiados como otras familias de paseriformes, los Motacillidae ofrecen valiosas ideas sobre el comportamiento, la migración y la adaptación de las aves, particularmente a medida que muchas especies enfrentan amenazas derivadas de la pérdida de hábitat y el cambio climático.

## Etimología
El nombre de la familia viene del género Motacilla, cuyo significado está relacionado con los movimientos característicos de la cola de ciertas especies. El nombre bisbita parece onomatopéyico, mientras que lavandera indica que viven cerca del agua.

## Descripción
Las lavanderas, los bisbitas y los palometones son paseriformes esbeltos principalmente terrestres, de tamaño pequeño a mediano, que oscilan entre 14 y 17 cm (5,5 y 6,7 plg) de longitud, con cuellos cortos y colas largas. Tienen patas largas y pálidas con dedos y garras largos, en particular el dedo posterior, que puede llegar a medir 4 cm de longitud en algunos longclaws. No se observa dimorfismo sexual en el tamaño. En general, los robustos espátulas son más grandes que los bisbitas y lavanderas. Las bisbitas pueden pesar hasta 64 g, como el báculo largo de Fülleborn, mientras que el rango de peso de los bisbitas y lavanderas es de 15-31 g, siendo quizás la especie más pequeña el bisbita amarillento. El plumaje de la mayoría de los bisbitas es marrón apagado y recuerda al de las alondras, aunque algunas especies tienen plumajes más brillantes, en particular el bisbita dorado del noreste de África. Los machos adultos de lavandera boyera tienen la parte inferior brillantemente coloreada. Las lavanderas suelen tener plumajes llamativos, como el gris, el negro, el blanco y el amarillo. Existe un ligero dimorfismo sexual.

## Reproducción
Las aves suelen ser monógamas y ambos padres participan en el cuidado de las crías. Sin embargo, en algunas de las pocas especies que se han investigado con más detalle también se ha observado poligamia, como por ejemplo: B. Poliandria detectada. El nido, formado por hierbas, raíces y hojas, tiene en la mayoría de los casos forma de copa y se construye escondido en un arbusto o en una mata de hierba más grande, o en el suelo, en una depresión arañada por los propios pájaros o en la huella de los cascos de los animales como un mamífero grande. En algunas especies, machos y hembras participan en la construcción del nido, en otras sólo participa la hembra. La nidada consta de dos a seis huevos blancos, grises o pardos, a veces moteados. El período de incubación es de 11 a 14 días y los pichones abandonan el nido entre los 12 y 18 días, en casos raros sólo después de 17 días. Luego seguirán bajo el cuidado de sus padres durante otras dos semanas y, en casos excepcionales, hasta ocho semanas.

## Ecología
Son pájaros esencialmente insectívoros. Se alimentan en el suelo, principalmente en terrenos abiertos, generalmente herbáceos, pero algunas especies viven en terrenos arbolados; aprecian la proximidad del agua.

## Hábitos migratorios
Muchos pájaros de la familia Motacillidae, son migratorios. Sin embargo, los patrones migratorios pueden variar según la especie y su rango geográfico específico. En general, las especies migratorias de la familia Motacillidae tienden a criar en zonas templadas o subárticas del hemisferio norte y migran a climas más cálidos durante los meses más fríos, generalmente en busca de alimento o condiciones más adecuadas para su supervivencia.
Algunas especies como la agachadiza amarilla (Motacilla flava) son migratorias, crían en Europa y Asia y migran al África subsahariana durante el invierno. Otras especies de agachadizas, como la agachadiza común (Motacilla alba), pueden migrar desde las partes más septentrionales de su área de distribución en Europa hacia regiones más templadas durante el invierno. Muchas bisbitas, como la bisbita común (Anthus pratensis), también son migratorias. Estos pájaros crían en el norte de Europa y partes de Asia, y migran hacia el sur durante el invierno, generalmente a Europa meridional o el norte de África. Especies como el alícono garganta amarilla (Macronyx croceus) son generalmente más sedentarias, pero algunas pueden realizar movimientos locales en respuesta a cambios en las condiciones, particularmente en África.

## Taxonomía
Tradicionalmente se han situado cerca de los aláudidos y otras familias primitivas de oscines; pero los análisis de ADN los sitúan más próximos a los paséridos y a los fringílidos.

## Filogenia
La familia contiene 66 especies distribuidas en 7 géneros:
- Género Dendronanthus
  - Dendronanthus indicus (Gmelin, 1789) — lavandera forestal;
- Género Motacilla
  - Motacilla flava Linnaeus, 1758 — lavandera boyera;
  - Motacilla tschutschensis Gmelin, 1789 — lavandera de Chukotka;
  - Motacilla citreola Pallas, 1776 — lavandera cetrina;
  - Motacilla capensis Linnaeus, 1766 — lavandera de El Cabo;
  - Motacilla flaviventris Hartlaub, 1860 — lavandera malgache
  - Motacilla cinerea Tunstall, 1771 — lavandera cascadeña;
  - Motacilla clara Sharpe, 1908 — lavandera clara;
  - Motacilla alba Linnaeus, 1758 — lavandera blanca;
  - Motacilla aguimp Temminck, 1820 — lavandera africana;
  - Motacilla samveasnae J.W. Duckworth — lavandera del Mekong;
  - Motacilla grandis Sharpe, 1885 — lavandera japonesa;
  - Motacilla madaraspatensis Gmelin, 1789 — lavandera india;
- Género Tmetothylacus
  - Tmetothylacus tenellus (Cabanis, 1878) — bisbita dorado;
- Género Macronyx
  - Macronyx sharpei Jackson, 1904 — bisbita de Sharpe;
  - Macronyx flavicollis Ruppell, 1840 — bisbita abisinio;
  - Macronyx fuellebornii Reichenow, 1900 — bisbita de Fülleborn;
  - Macronyx capensis (Linnaeus, 1766) — bisbita de El Cabo;
  - Macronyx croceus (Vieillot, 1816) — bisbita gorgigualdo;
  - Macronyx aurantiigula Reichenow, 1891 — bisbita de Pangani;
  - Macronyx ameliae Tarragon, 1845 — bisbita gorgirrosa;
  - Macronyx grimwoodi Benson, 1955 — bisbita de Grimwood;
- Género Anthus
  - Anthus richardi Vieillot, 1818 — bisbita de Richard;
  - Anthus rufulus Vieillot, 1818 — bisbita oriental;
  - Anthus australis Vieillot, 1818 — bisbita australiano ;
  - Anthus novaeseelandiae (J.F.Gmelin, 1789) — bisbita neozelandés;
  - Anthus cinnamomeus Rüppell, 1840 — bisbita africano;
  - Anthus hoeschi Stresemann, 1938 — bisbita montano;
  - Anthus godlewskii (Taczanowski, 1876) — bisbita estepario;
  - Anthus campestris (Linnaeus, 1758) —  bisbita campestre;
  - Anthus similis (Jerdon, 1840) — bisbita piquilargo;
  - Anthus nyassae Neumann, 1906 — bisbita del Nyasa;
  - Anthus vaalensis Shelley, 1900 —  bisbita del Vaal;
  - Anthus leucophrys Vieillot, 1818 — bisbita liso;
  - Anthus pallidiventris Sharpe, 1885 — bisbita patilargo;
  - Anthus pratensis (Linnaeus, 1758) — bisbita pratense;
  - Anthus trivialis (Linnaeus, 1758) — bisbita arbóreo;
  - Anthus hodgsoni Richmond, 1907 — bisbita de Hodgson;
  - Anthus gustavi Swinhoe, 1863 — bisbita del Pechora;
  - Anthus roseatus Blyth, 1847 — bisbita rosado;
  - Anthus cervinus (Pallas, 1811) — bisbita gorgirrojo;
  - Anthus rubescens (Tunstall, 1771) — bisbita norteamericano;
  - Anthus spinoletta  (Linnaeus, 1758) — bisbita alpino;
  - Anthus petrosus (Montagu, 1798) — bisbita costero;
  - Anthus nilghiriensis Sharpe, 1885 —  bisbita de los Nilgiri;
  - Anthus sylvanus (Hodgson, 1845) — bisbita del Himalaya;
  - Anthus berthelotii Bolle, 1862 — bisbita caminero;
  - Anthus lineiventris Sundevall, 1850 — bisbita rayado;
  - Anthus crenatus Finsch & Hartlaub, 1870 — bisbita roquero;
  - Anthus brachyurus Sundevall, 1850 — bisbita colicorto;
  - Anthus caffer Sundevall, 1850 — bisbita cafre;
  - Anthus sokokensis van Someren, 1921 — bisbita del Sokoke;
  - Anthus melindae Shelley, 1900 — bisbita de Malindi;
  - Anthus chloris Lichtenstein, 1842 — bisbita pechigualdo ;
  - Anthus gutturalis De Vis, 1894 — bisbita papúa;
  - Anthus spragueii (Audubon, 1844) — bisbita llanero;
  - Anthus lutescens Pucheran, 1855 — bisbita amarillento;
  - Anthus furcatus d'Orbigny & Lafresnaye, 1837 — bisbita piquicorto;
  - Anthus chacoensis Zimmer, 1952 — bisbita chaqueño;
  - Anthus correndera Vieillot, 1818 —  bisbita correndera;
  - Anthus antarcticus Cabanis, 1884 — bisbita de Georgia del Sur;
  - Anthus nattereri P.L.Sclater, 1878 — bisbita ocre;
  - Anthus hellmayri Hartert, 1909 — bisbita pálido;
  - Anthus bogotensis P.L.Sclater, 1855 — bisbita andino;
- Género Madanga
  - Madanga ruficollis Rothschild y Hartert, 1923 — anteojitos golirrojo;
- Género Amaurocichla
  - Amaurocichla bocagii Sharpe, 1892 — picolargo de Bocage.